# Max Robert (bobsleigh)
Pour les articles homonymes, voir Max Robert et Robert.
Max Robert, né le 9 juin 1967 à Nantes, est un bobeur français médaillé de bronze en bobsleigh à 4 aux Jeux olympiques de 1998 à Nagano.
Il devient ensuite champion du Monde en bob à quatre à Cortina d'Ampezzo.

## Biographie
Max Robert participe aux épreuves de bobsleigh aux Jeux olympiques de 1994 à Lillehammer, terminant vingt-et-unième en bob à deux et en bob à quatre. Il fait ensuite partie de l'équipe médaillée de bronze en bobsleigh à quatre aux Jeux olympiques de 1998 à Nagano avec Bruno Mingeon, Emmanuel Hostache et Eric le Chanony. Il remporte aussi une médaille d'or en bob à quatre aux Championnats du monde de bobsleigh de 1999 à Cortina d'Ampezzo avec le même équipage.
Il a été de nombreuses fois champion de France sur le relais 4x100m avec un record de 10"40 sur le 100m.
Depuis la saison 2013/2014, il officie comme préparateur physique de l'équipe de France.
En 2020, il devient responsable des équipes de France féminines de bobsleigh.
Margot Boch et Madison Stringer écrivent alors l'histoire en devenant Championnes du Monde Juniors U23 à St Moritz en 2021 et 32 ans après avoir lui même remporté le premier titre mondial junior avec la France.
Pour la première fois, une équipe féminine de bobsleigh se qualifiera aux Jeux olympiques d'hiver de 2022 avec Margot Boch et Carla Sénéchal,12ème à Pékin 2022.

## Palmarès

### Jeux olympiques
- Médaille de bronze de bobsleigh à 4 en 1998
- Participation aux jeux de 1992, 1994, 1998, 2002.

### Championnats du monde
- Médaille d'or de bobsleigh à 4 en 1999

### Championnats d'Europe
- Médaille d'or de bobsleigh à 4 en 2000
- Médaille d'argent de bobsleigh à  à 4 en 2002

### Championnats de France
- Médaille d'or de bobsleigh à 4 en 1997, 2000, 2001.